# Derc
Derc (niem. Derz) – wieś warmińska w Polsce położona w województwie warmińsko-mazurskim, w powiecie olsztyńskim, w gminie Jeziorany.

Usytuowana 9 km w kierunku południowo-zachodnim od Jezioran.

## Historia
Wieś powstała w roku 1376, na mocy przywileju lokacyjnego ustanowionego przez biskupa warmińskiego Henryka III Sorboma.
Zniszczona w wyniku pożaru, powtórnie założona w 1533 r. Kolejne lokowanie wsi nastąpiło w roku 1560, potwierdzone przywilejem lokacyjnym z dnia 12 lipca 1560 r.
Przywilej ten przyznawał Dercowi 44 włóki ziemi.
11 października 1574 r. przyłączona do parafii Lamkowo.
W latach 1946–1954 Derc należał do gminy Lamkowo.

W latach 1975–1998 miejscowość administracyjnie należała do województwa olsztyńskiego.

## Demografia
- Zmiany liczby ludności:

1880 r. – 520 mieszkańców

1905 r. – 788 mieszkańców  (w tym Jasnosz/Klarhof – 10 mieszkańców)

1910 r. – 783 mieszkańców

1933 r. – 705 mieszkańców

1939 r. – 630 mieszkańców

2003 r. – 226 mieszkańców

2007 r. – 220 mieszkańców